# Donatan
Donatan (Witold Marek Czamara) est un producteur et musicien polonais.
Il représente la Pologne au Concours Eurovision de la chanson 2014 en compagnie de la chanteuse Cleo avec la chanson My Słowianie (Slavic Girls).